# روبرت برات (سياسي)
روبرت برات (بالإنجليزية: Robert Pratt)‏ هو مربي وسياسي أمريكي، ولد في 12 ديسمبر 1845 في الولايات المتحدة، وتوفي في 8 أغسطس 1908 في نفس البلد. حزبياً، نشط في الحزب الجمهوري. وقد انتخب عمدة منيابولس (7 يناير 1895 – 2 يناير 1899).